# Steve Gallace
Steve Gallace (* 28. August 1978 in London, Ontario) ist ein ehemaliger italo-kanadischer Eishockeyspieler, der zuletzt bis 2010 beim SG Cortina in der italienischen Serie A1 unter Vertrag stand. Sein Bruder Richard war ein professioneller Eishockeytorwart.

## Karriere
Steve Gallace begann seine Karriere bei den Owen Sound Platers, wo er zwei Jahre lang spielte. Im Sommer 1997 wechselte er zu den Toronto St. Michael’s Majors, bevor er noch im gleichen Jahr einen Vertrag bei den Belleville Bulls unterschrieb.
Von 1998 bis 2002 verteidigte Gallace bei den Saint Mary’s Huskies, dem Eishockeyteam der Saint Mary’s University in Halifax, Nova Scotia. In der Saison 2001/02 absolvierte er je ein Probespiel bei den Providence Bruins und Saint John Flames aus der American Hockey League. 2001 und 2002 wurde er jeweils in das First-All-Star-Team der Division Atlantic University Sport innerhalb der Studentensportorganisation Canadian Interuniversity Sport gewählt. 2002 erhielt er zudem den Titel eines Outstanding Student-Athlete sowohl der Division als auch des gesamten Canadian Interuniversity Sports.
Da er kein Engagement in der AHL erhielt, entschied er sich im Sommer 2002, einen Einjahresvertrag bei den Cincinnati Cyclones zu unterzeichnen. In den folgenden Saisons spielte Gallace bei verschiedenen Clubs der Elite Ice Hockey League, Coventry Blaze, den Newcastle Vipers sowie den Basingstoke Bison. Dabei wurde er 2004 als Topscorer, Torschützenkönig und bester Vorbereiter unter den Abwehrspielern der Liga auch in den Second-All-Star-Team der EIHL gewählt. 2005 wechselte er zum HC Meran und ging somit das erste Mal für einen italienischen Verein der Serie A2 auf die Eisfläche. Nach zwei Jahren in Meran, mit dem er 2007 die Serie A2 gewann, schaffte er den Sprung in die erste italienische Liga und unterzeichnete dort beim HC Pustertal einen Vertrag. Von 2008 bis 2010 spielte Gallace für den SG Cortina.

### International
Für Italien nahm Steve Gallace an der Weltmeisterschaft der Division I 2009 teil und schaffte dabei mit der Herrenauswahl den Aufstieg in die Top Division.

## Erfolge und Auszeichnungen
- 2001 First-All-Star-Team des Atlantic University Sport
- 2002 First-All-Star-Team und Outstanding Student-Athlete des Atlantic University Sport
- 2002 Outstanding Student-Athlete des Canadian Interuniversity Sport
- 2004 Second-All-Star-Team der Elite Ice Hockey League
- 2007 Gewinn der Serie A2 mit dem HC Meran
- 2009 Beste Plus/Minus-Statistik bei der Weltmeisterschaft der Division I
- 2009 Aufstieg in die Top Division bei der Weltmeisterschaft der Division I